# Botiga lliure d'impostos

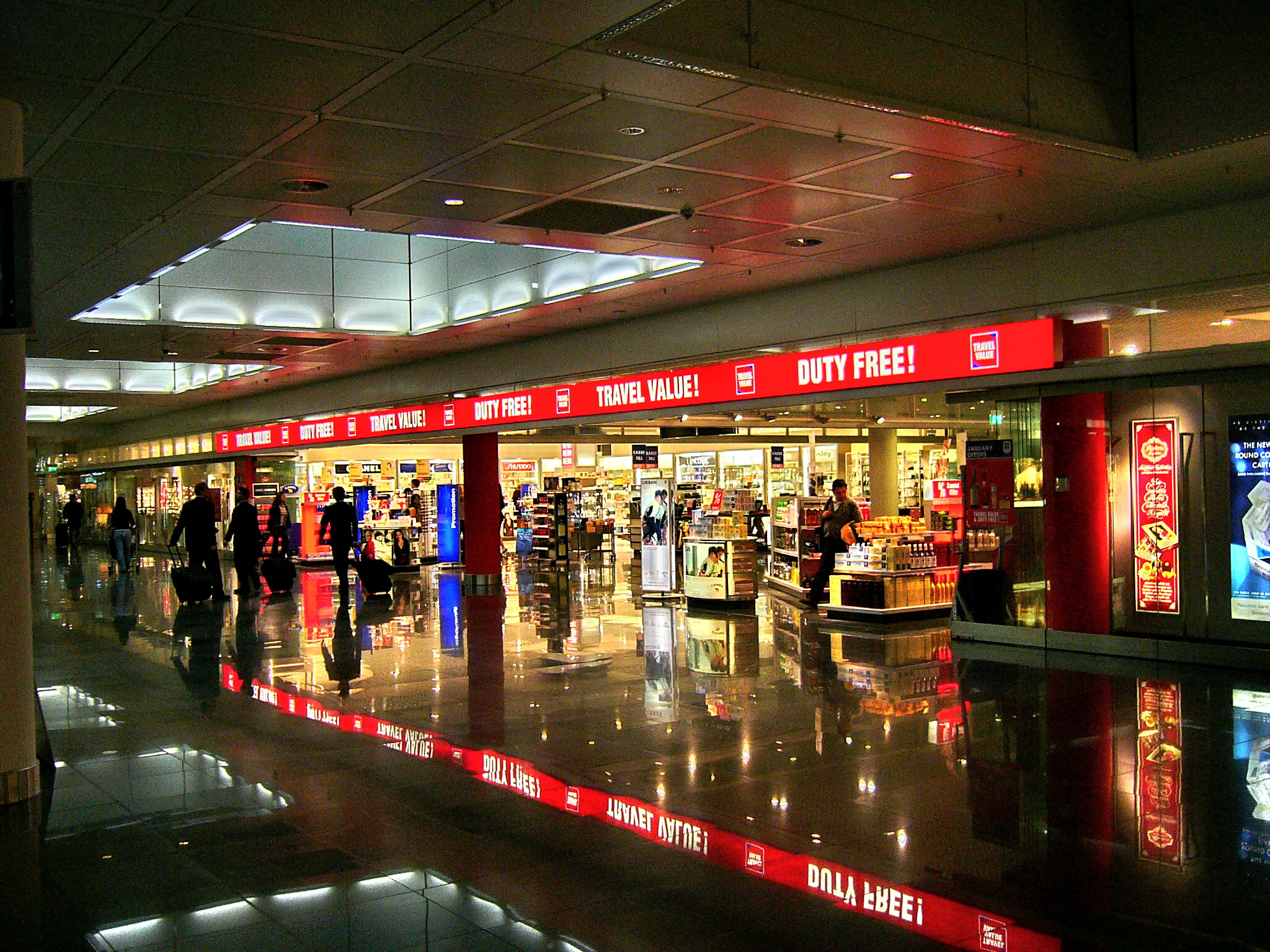
Botiga lliure d'impostos a l'aeroport de Múnic.

Les botigues lliures d'impostos -en anglès duty-free shops- són comerços al detall que no apliquen impostos ni taxes nacionals amb el requisit que els seus productes siguin venuts a aquells viatgers que se'ls enduran a l'exterior del país. Es troben sovint a la zona internacional dels aeroports, als ports o a bord dels avions i els vaixells de passatgers. No és habitual trobar-ne per als viatgers que utilitzen el tren o el transport per carretera, tot i que força passos fronterers entre els Estats Units i el Canadà compten amb botigues d'aquest tipus, destinades als viatgers que es desplacen en automòbil.
En alguns països, les botigues poden participar en un sistema de reemborsament per a turistes. En aquest cas, els clients paguen el preu complet, però un cop arriben a la zona de trànsit internacional, poden recuperar l'import de les taxes aplicades.
Aquests privilegis van ser suprimits per als recorreguts dins de la Unió Europea (UE) el 1999, però es conserven per als viatgers la destinació final dels quals es troba fora de la UE. Alguns territoris especials d'alguns Estats membre, com ara Åland, Livigno o les Illes Canàries, tot i formar part de la UE, es troben fora de la seva unió d'impostos, i per això poden oferir productes sense taxes a tots els viatgers.

## Història
La primera botiga lliure d'impostos del món va ser instal·lada el 1947 a l'aeroport de Shannon, Irlanda, per Brendan O'Regan i està en funcionament des de llavors. Es va crear per a atendre els passatgers transatlàntics de les línies aèries que viatjaven entre Europa i Amèrica del Nord, i que paraven per a reaprovisionar-se de combustible, ja fos a l'inici o al final dels seus trajectes. Va ser un èxit immediat, que es va copiar per tot el món.
Aquest concepte de compra lliure d'impostos va ser més àmpliament desenvolupat per dos empresaris americans, Charles Feeney i Robert Warren Miller, fundadors de la corporació Duty Free Shoppers, creada el 7 de novembre de 1960. Començant a Hong-Kong i estenent-se des d'allà a Europa i Amèrica, la corporació va créixer finalment fins a convertir-se en una empresa mundial. Miller va vendre la seva participació el 1996 per 954 milions de lliures.